# Йездегерд I
Йездигерд I (Ездигерд I) — царь царей (шахиншах) Ирана, правил в 399/400 — 420/421 годах. Из династии Сасанидов.

## Биография
Имя Йездигерд этимологически состоит из слов Yazad, Yazata- («Язат») и -karta («сделано») и означает «Сделанный богом». В актах поместного собора Селевкии Иездигерд I именуется как «сын Шапура». Однако не вполне ясно, имелся ли в виду Шапур II, как сообщает ат-Табари, или Шапур III, согласно другим древним авторам. Несколько источников ошибочно называют его сыном Бахрама IV (видимо путая с Йездигердом Кротким). Йездигерд I стал шахиншахом Персии в 399 году, после убийства Бахрама IV.

### Борьба со знатью
Очевидно, к V веку процесс усиления феодальных элементов в стране дошёл до такой стадии, когда ярко стали проявляться сепаратистские тенденции крупных землевладельцев. В результате этого разгорается борьба между центральной властью (царь и его бюрократия) и земельной знатью — светской и духовной. В царствование Йездегерда I эта борьба принимает ожесточённый характер.  Йездегерд I стремился полностью подчинить знать и заставить её служить себе и государству. Это хорошо видно по тому, как Йездегерд I относился к собственному сыну Бахраму (будущему Бахраму V Гору), которому, несмотря на происхождение, было приказано служить при дворе. Мусульманские авторы сообщают, пересказывая известия сасанидских времён, что Йездегерд I требовал от аристократии неуклонного исполнения приказов царя. Нарушившие царскую волю даже в мелочах подвергались суровым наказаниям. Согласно Балами, «… с каждым днём он (Йездегерд I) проливал всё больше крови». Ещё более драматичной представляется ситуация в Фарснамэ: «Он (Йездегерд I) истребил великие роды».
При анализе правления Йездегерда I необходимо иметь в виду несколько существенных нюансов. Жестоким тираном он предстаёт только в персидских рассказах, воспроизводимых в трактатах мусульманских авторов. Христианские традиции относятся к Йездегерду I далеко не так негативно, хотя случаи мученичества имели место и при нём. Тем самым, оценка личности и действий Йездегерда I отнюдь не однозначна, и выпады против него в мусульманских источниках представляются скорее наследием позиции его противников ‒ аристократов. Об этом свидетельствуют уничижительные эпитеты, которые стоят в источниках на месте почётных имён царя. Тут Йездигерд I получил прозвище Базагар («Грешник», «Отступник»).  Отношение аристократов отражено в характеристике, данной этому царю в труде ат-Табари: 

«Он всегда относился к людям с подозрением и никому ни в чём не доверял… Если кто-нибудь, говоря о каком-нибудь деле, отзывался лестно о ком-нибудь другом, то царь говорил сразу: „Сколько обещал тебе тот, о ком ты передо мной ходатайствуешь, или сколько ты уже получил“».
Между тем, подавление Йездегердом I аристократии имело свои пределы. Конечно, правление Йездегерда I стало торжеством, хотя и временным, царского самовластья над своеволием аристократии. Но высшие сановники Йездегерда I тоже были представителями знати. Первым из приближённых царя был Михр-Нарсе, принадлежавший к Спандиядам — одному из «семи родов». Михр-Нарсе был очень богат, о чём говорит его прозвище «[Обладатель] тысячи слуг» (hazār-bandag), которое, очевидно, указывает на роскошный выезд. Неприязнь мусульманских авторов к Йездегерду I отнюдь не переносится на Михр-Нарсе. Напротив, ат-Табари пишет, что именно с Михр-Нарсе были связаны надежды знати на отказ Йездегерда I от репрессий. Балами добавляет, что Йездегерд I проливал кровь знати, не слушая Михр-Нарсе. Ад-Динавари прямо заявляет, что «визири» (читай ‒
высшие сановники) Йездегерда I были «людьми добрыми, милостивыми и благосклонными», что должно относиться в первую очередь к Михр-Нарсе. Тем самым Йездегерд I не уничтожал высшую аристократию, а репрессировал тех, кого считал ненадёжными, и выдвигал верных себе людей из той же верхушки общества.

### Религиозная политика
Царь, ища союзников в борьбе с феодалами, решил опереться на христиан. Он дал им ряд привилегий, даже в ущерб зороастрийской религии и её служителям. Вследствие этого гонения на христиан, которые имели место при Шапуре II, сменились при Йездигерде терпимым отношением к ним. В 409 году он официально разрешил христианам открыто отправлять культ и восстанавливать разрушенные церкви. Тогда же шахиншах освободил христианских узников. Он также позволил христианам хоронить покойников, то есть, по воззрениям зороастрийцев, осквернять «благую землю». Ранее сасанидские цари после утверждения в Римской империи христианства как господствующей религии стремились поддерживать на иранской территории различные секты, боровшиеся с официальной христианской церковью. Йездегерд изменяет традиционной политике сасанидских царей и стремиться к объединению христиан Ирана и Византии. 
Церковный собор, собранный в Селевкии в 410 году не без ведома царя и руководимый епископом Маруфой, специально присланным императором ко двору Йездигерда, постановил объединить иранскую и византийскую церкви на основе Никейского Символа веры и провёл реорганизацию церковной иерархии. Епископ Селевкии и Ктесифона (из-за того, что эти города стояли на противоположных берегах Тигра, их часто называют общим именем Селевкия-Ктесифон) был избран главой церкви. Он получил титул «католикоса» и стал иметь свою резиденцию в Ктесифоне. Христиане Ирана получили право строить церкви, свободно передвигаться по стране и свободно оправлять свой культ. Члены собора сделали следующее заявление: «Мы все единодушно умоляем нашего Милостивого Бога, чтобы Он продлил дни победоносного и знаменитого царя Йездигерда, Царя Царей, и чтобы его годы были продолжены на поколения поколений и на годы годов». Несомненно, что в ближайшем окружении царя было много христиан.
Йездегерд I, в отличие от своих предшественников, поручал предстоятелям церкви важные миссии. О католикосе Ахае мы узнаём, например, что Йездегерд послал его урегулировать какой-то вопрос между царём и его братом Вехваром, правившим в Фарсе. Преемник Ахая Йэбэлаха был в
417 или 418 году направлен на переговоры к императору Феодосию II. Едва ли такое могло случиться без установления некоторого доверия и партнёрства между церковью и государством. Иранские христиане должны были служить для Йездегерда I связывающим звеном между ним и Византийской империей. Всё это способствовало возрождению церкви. Михаил Сирийский отмечает, что благодаря мирному договору между Феодосием II и Йездегердом христиане в сасанидских владениях вновь стали многочисленны.
Естественно, все христианские источники Йездигерда хвалят, прославляя его как справедливого и милосердного царя:

«Любил он и римлян и дорожил их дружбой, да едва не сделался и христианином, когда Маруфа, вместе с персидским епископом Авдой… попостившись и помолившись, избавили царского сына от мучившего его демона. Но Исдигерд скончался прежде, чем успел сделаться совершенным христианином».
К концу своего царствования Йездигерд I несколько изменил своё отношение к христианам. Это можно объяснить либо желанием пойти на компромисс с зороастрийским духовенством, борьба с которым приняла опасные для царя формы, либо страхом, что христиане (и стоящая за их спиной Византия) могут усилится настолько, что станут новой, не менее грозной, чем сепаратисты-князья, опасностью для Сасанидской державы. Этому способствовали провокационные действия и самих христиан. Источники сообщают, что христианский епископ Суз Авда разрушил храм огня, находившийся поблизости от церкви, и отказался восстановить его, несмотря на приказ шахиншаха. О другом священнике сообщают, будто он дерзко погасил священный огонь и отслужил в храме литургию. Примечательно, что даже в случае таких провокаций персы действовали вполне цивилизованно, проводя расследование и судебное разбирательство до того, как вынести смертный приговор. Действия таких христианских священников, судя по утверждениям источника Феофана Исповедника, уже в средние века признавались ошибочными. Так или иначе, но в конце царствования Йездигерд I предпринимает ряд репрессий против христиан.

### Отношения с Византией
Во все годы правления Йездигерда I поддерживался мир с Византией, что было довольно необычно во взаимоотношениях этих двух стран. Это дало повод Прокопию Кесарийскому утверждать, что византийский император Аркадий в своём завещании назначил Йездигерда опекуном своему малолетнему преемнику Феодосию II, из-за боязни, что константинопольская знать может лишить Феодосия престола. Йездигерд соблюдал возложенную на него Аркадием обязанность и при помощи своего уполномоченного оберегал Феодосия от происков окружавших его лиц. 

«Когда в Византии василевс римлян Аркадий находился при смерти, а сын его Феодосий был ещё грудным ребенком, он испытывал сильное беспокойство и за сына, и за царскую власть, не зная, как ему уладить и с тем, и с другим делом. Он думал, что если он назначит Феодосию соправителя, он в действительности окажется убийцей своего сына, поскольку уготовит ему врага, облеченного царской властью; если же одного его оставит у власти, то многие, пользуясь, как это обычно бывает, сиротством ребенка, будут домогаться престола и, восстав, без особого труда захватят трон и погубят Феодосия, так как не было у него в Византии родственника, который мог бы стать ему опекуном. Он отнюдь не надеялся, что дядя его Гонорий придёт к нему на помощь, ибо дела в Италии находились в бедственном положении. Не меньше повергали его в смятение и мидийцы; он боялся, как бы эти варвары, воспользовавшись, младенчеством автократора, не напали на римлян и не причинили им большой беды. В такое тяжкое раздумье впал Аркадий. И хотя вообще он не был человеком, проницательным, он, всё же придумал решение, благодаря которому смог сохранить и сына, и державу. То ли он посоветовался с кем-то из сведущих людей, которых немало среди советников василевса, то ли снизошло на него божественное откровение. Составив завещание он объявил своим преемником сына, опекуном же ему назначил персидского царя Исдигерда, заклиная его в том же завещании употребить всё своё могущество и прозорливость на сохранении трона за Феодосием. Устроив так государственные и домашние дела, Аркадий скончался. Когда царь персов Исдигерд увидел доставленный ему документ, он, и ранее известный своим великодушием, проявил добродетель, достойную большого, удивления и вечной памяти. Он не стал пренебрегать поручением Аркадия, всё время хранил с римлянами нерушимый, мир и сохранил Феодосию державу. В самом деле, он тотчас же отправил послание к римскому сенату, в котором не отказывался быть опекуном василевса Феодосия и угрожал войной всякому, кто попытается устроить против него заговор».
Многие историки отвергают достоверность этого свидетельства, считая его всего лишь слухами, но другие считают, что в них нет ничего неправдоподобного. Агафий Миринейский по этому поводу замечает:

«После них получает верховную власть у персов Исдигерд, сын Сапора, популярный и хорошо известный у римлян. Говорят, что император Аркадий, находясь при смерти и, как свойственно людям, делая накануне смерти распоряжение о своих делах, назначил его хранителем и попечителем ребенка Феодосия и всего Римского государства. Это известие передается из древности потомкам главным образом устным путём и до настоящего времени популярно и у людей ученых и у народа. В письменном же виде я его не нахожу ни в книгах историков, ни у тех, в частности, кто писал о смерти Аркадия, за исключением Прокопия Ритора, и в этом, я думаю, нет ничего удивительного, так как он был весьма учён и, так сказать, перерыв всю историю, очевидно, нашёл и это известие, записанное когда-то другим. Я же его нигде не мог найти, зная очень немногое, о, если бы я знал даже немногое! Но в особенности считаю достойным удивления, что, говоря об этом, он не просто рассказывает, какое решение было принято, но хвалит Аркадия и превозносит, как принявшего наилучшее решение, ибо говорит, что он в других делах не привык быть осмотрительным, а в одном этом деле показал себя и мудрым и благоразумнейшим. Мне же кажется, что тот, кто восхищается этим, судит о его правильности по исходу дела, а не по смыслу. Ибо каким образом можно говорить о благоразумии и правильности поступка — передать драгоценнейшее своё достояние человеку чужеземному и варвару, царю враждебнейшего народа, о котором не было достаточно известно, почитает ли он верность и справедливость, и который, сверх того, [принадлежит к] чуждой и ошибочной вере.
Если же тот не совершил никакого проступка по отношению к вверенному ему ребенку, а, наоборот, его государство даже тогда, когда он кормился грудью, весьма надежно прикрывалось, защищалось и охранялось попечителем, то за это скорее нужно хвалить его благородство, чем поступок Аркадия. Но об этом пусть каждый судит, как ему заблагорассудится. Исдигерд же в течение двадцати одного года своего правления никогда не предпринимал войны против римлян, не совершил никакого другого неприязненного действия и навсегда остался благожелательным и миролюбивым: [неизвестно], произошло ли это случайно или действительно из уважения к общечеловеческим нормам и к опекаемому».
В 413/414 году две державы заключили мирный договор. Об этом договоре мы знаем мало, но можно предполагать, что он не в последнюю очередь касался обороны горных проходов на севере, через которые на владения обеих держав обрушивались вторжения. Согласно Иоанну Лидийскому, при Йездегерде I была достигнута договорённость о том, что державы, неся расходы на равных, построят крепость, которая закроет горные проходы и преградит путь гуннам. Логично предполагать, что это известие относится к этому договору.

### Отношения с Арменией

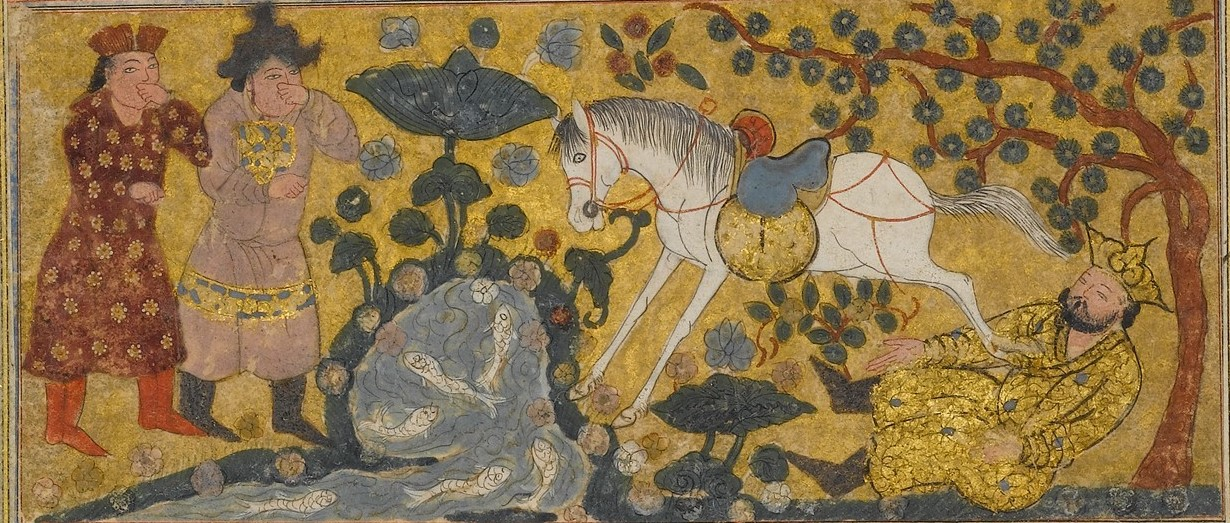
Йездегирд, убитый ударом копыта «водяного коня». Рисунок из «Шахнаме» (Книги царей), около 1300—1330 годов. Метрополитен-музей

В 414 году умер царь Армении Врамшапух и корона должна была перейти к его сыну Арташесу, которому было всего десять лет. В этих условиях, Саак I, католикос Армении, прибыл в Ктесифон, и стал ходатайствовать перед Йездигердом о замене Арташеса на Хосрова III, который был свергнут в 387 году и заключён в «крепость забвения» за симпатии к византийцам. Йездигерд освободил Хосрова III и восстановил его на престоле Армении с целью стабилизации положения. Тем не менее, Хосров прожил после этого всего год, а после его смерти, престол опустел снова, и в Армении начался хаос. Воспользовавшись сложившийся ситуацией Йездигерд объявил в 416 году царём Армении своего сына Шапура. Местное население и нахарары встретили его враждебно. И хотя открытого выступления не было, царских почестей Шапуру не воздавали.

### Смерть Йездигерда I
Йездигерд I погиб в дальней поездке в Гурган, якобы от удара в сердце копытом чудесного «водяного коня», непонятным образом появившегося из озера (чаще всего отождествляется с озером Сабз). Прокопий Кесарийский и Мовсес Хоренаци говорят, что шах скончался «от болезни». Большинство историков считает, что своей политикой шахиншах нажил себе многочисленных врагов среди знати и зороастрийского жречества. Против него сложился заговор и он был умерщвлён. Легенда же была создана представителями знати, чтобы скрыть совершённое ими в отдалённой провинции убийство царя. Вельможи убили также его старшего сына, царя Армении Шапура, и провозгласили царём некого Хосрова, представителя боковой ветви Сасанидов.
При определении хронологии царствования Йездегерда I возникают некоторые расхождения. Согласно выпискам Сергия, приведенным у Агафия Миринейского, Йездегерд правил 21 год; то же самое сообщают некоторые восточные авторы. По сообщениям других источников время царствования Йездегерда составило 21 год, 5 месяцев и 16 или 18 дней. У ат-Табари мы находим и иное указание срока царствования Йездегерда I — 22 года, 5 месяцев и 16 дней, однако оно не встречается более ни в каком источнике и, вероятно, представляет собой результат ошибки или неверного копирования.
| Сасаниды                          |                                                                         |                    |
| Предшественник: Йездигерд Кроткий | шахиншах Ирана и не-Ирана 399/400 — 420/421 (правил 21 год и 5 месяцев) | Преемник: Бахрам V |